# Inez (Texas)
Inez é uma Região censo-designada localizada no estado norte-americano de Texas, no Condado de Victoria.

## Demografia
Segundo o censo norte-americano de 2000, a sua população era de 1787 habitantes.

## Geografia
De acordo com o United States Census Bureau tem uma área de
154,3 km², dos quais 154,2 km² cobertos por terra e 0,1 km² cobertos por água. Inez localiza-se a aproximadamente 20 m acima do nível do mar.

## Localidades na vizinhança
O diagrama seguinte representa as localidades num raio de 28 km ao redor de Inez.